# Kelurahan Medan Satria
Kelurahan Medan Satria är en administrativ by i Indonesien.   Den ligger i provinsen Jawa Barat, i den västra delen av landet, 14 km öster om huvudstaden Jakarta.